# 塞爾維亞社會民主黨 (塞爾維亞王國)

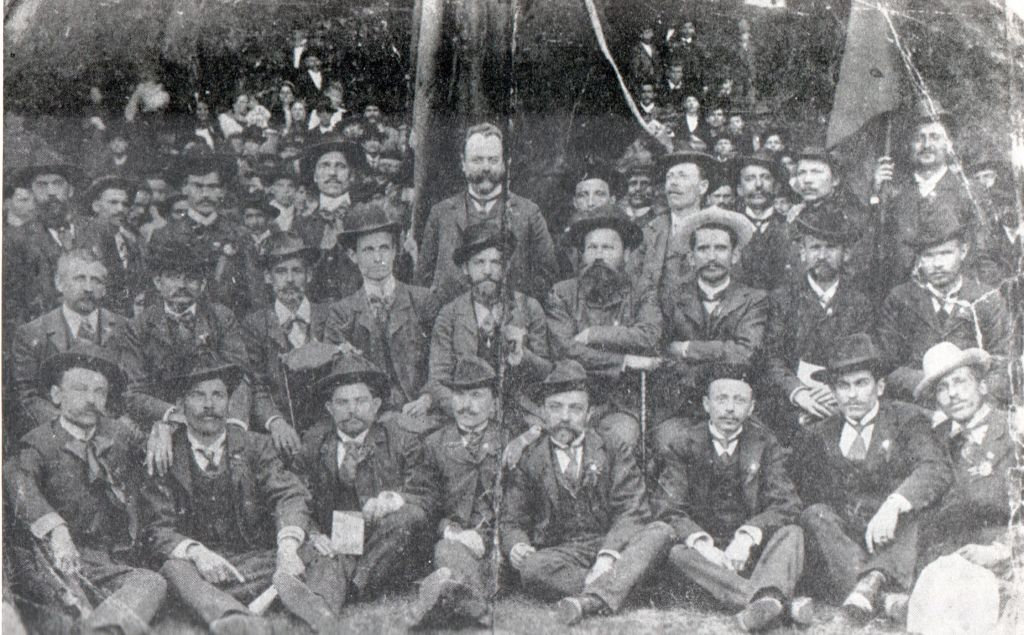
1905年五朔節，塞爾維亞社會民主黨成员聚会慶祝

塞爾維亞社會民主黨（缩写为或）是塞爾維亞王國历史上的一個政黨，成立於1903年8月2日。該黨主要的領導者為迪米特里耶·图科维奇、德拉吉沙·拉普切维奇和杜尚·A·波波维奇。在第一次世界大戰結束後，該黨於1919年4月25日聯合其他左翼團體组建南斯拉夫社会主义工人党（共产党人），次年改名为南斯拉夫共产党。